# Альт, Виктор Валентинович
Ви́ктор Валенти́нович Альт (род. 22 марта 1946, Сретенск, Читинская область) — российский учёный, академик РАН. Профессор НГАУ. Специалист в области создания электронных измерительных устройств, информационно-измерительных комплексов и экспертных систем для оценки состояния биологических объектов и машин.

## Биография
Родился 22 марта 1946 года в Сретенске Читинской области в семье служащих.
В 1968 году окончил Новосибирский электротехнический институт (НЭТИ). По распределению направлен в СибИМЭ (Сибирский институт механизации и электрификации сельского хозяйства).
С 1970 года и по настоящее время работает в СОПКТБ СО ВАСХНИЛ и СибФТИ, должности: старший инженер, зам. директора, директор.
В 1989 году защитил диссертацию по теме «Комплекс регистрации рабочих процессов дизелей для создания средств контроля двигателей в условиях эксплуатации») на степень кандидата технических наук. В 1995 году, по теме «Контроль и управление параметрами тракторных двигателей в эксплуатационных условиях», защитил докторскую диссертацию.
Автор 26 изобретений.

## Звания и награды
- Заслуженный деятель науки Российской Федерации.
- Орден Почёта
- Медаль «За доблестный труд».
- Золотая (1984) и серебряная (1979) медаль ВДНХ.
- Заслуженный ветеран Сибирского отделения РАН (18 мая 2016) — в связи с 59-й годовщиной создания СО РАН и за особый личный вклад в выполнение стоящих перед Отделением основных задач
- Медаль «За заслуги перед обществом» (Алтайский край, 30 июня 2016) — за многолетний добросовестный труд и активную общественную работу
- Знак отличия «За заслуги перед Новосибирской областью» (14 октября 2015) — за выдающиеся достижения, направленные на обеспечение развития Новосибирской области

## Монографии
- Концепция информатизации аграрной науки Сибири (2003 г. 3,75 уч.-изд.л.);
- Информационное обеспечение экспертизы состояния двигателей (2001 г. 13,75 уч.-изд.л.);
- Идентификация состояния сельскохозяйственных объектов измерительными и экспертными системами (2003 г. 13,8 уч.-изд.л.);
- Создание и использование компьютерных систем в сельском хозяйстве (2005 г. 10,0 уч.-изд. л.);
- Автоматизированные технологические комплексы экспертизы двигателей (2006 г. 19,0 уч.-изд. л.);
- Компьютерные информационные системы в агропромышленном комплексе (2008 г. 14.0 уч.-изд.л.);
- Полевые работы в Сибири в 2010 г. (2010 г. 9,1 уч.-изд.л.);
- Полевые работы в Сибири в 2011 году (2011 г. 13,4 уч.-изд.л.);
- Методы и технические средства исследований физических процессов в сельском хозяйстве (2011 г. 10,0 уч.-изд.л.).